# Svartálfaheimr
Svartálfaheimr, auch Schwarzalbenheim (altisländisch Svartálfaheimr „Welt der Schwarzalben“), ist in der nordischen Mythologie die unterirdische Wohnstätte der Zwerge. Der Ort findet sich nur in Snorri Sturlusons Prosa-Edda, woraus geschlossen werden kann, dass er seine eigene Schöpfung ist.
Der Name Schwarzalbenheim lässt auf eine Gattung mythischer Wesen namens Schwarzalben (altisländisch svartálfar) schließen, die aber ebenfalls nur in der Prosa-Edda bezeugt sind und für Snorri wahrscheinlich dasselbe wie Zwerge waren. Sie stehen bei ihm im Gegensatz zu den Lichtalben. Da sich diese Unterteilung der Alben nur bei ihm findet, dürfte sie nicht sonderlich alt sein.